# Masao Uchibori
Masao Uchibori (内堀 雅雄, Uchibori Masao) est un homme politique japonais, né le 26 mars 1964 à Nagano.
Il est élu au poste de gouverneur de la préfecture de Fukushima en 2014.